# Serafino Biagioni
Serafino Biagioni (Pistoia, 12 de març de 1920 - Orciano Pisano 13 de febrer de 1983) va ser un ciclista italià, professional entre 1945 i 1956. En el seu palmarès destaquen dues victòries d'etapa al Tour de França de 1951, edició en què va vestir el mallot groc durant una etapa, i dues més al Giro d'Itàlia, el 1949 i 1951.

## Palmarès
- 1939
  - 1r al Giro de l'Emília
- 1945
  - 1r del Gran Premi de la Indústria i el Comerç de Prato
- 1949
  - Vencedor d'una etapa al Giro d'Itàlia
  - Vencedor d'una etapa al Giro del Lazio
- 1951
  - Vencedor de 2 etapes al Tour de França
  - Vencedor d'una etapa al Giro d'Itàlia
- 1953
  - 1r del Premi de Sàsser
- 1956
  - 1r del Premi de Pisa

### Resultats al Giro d'Itàlia
- 1946. 12è de la classificació general
- 1947. 18è de la classificació general
- 1948. 9è de la classificació general
- 1949. 8è de la classificació general. Vencedor d'una etapa
- 1950. Abandona
- 1951. 55è de la classificació general. Vencedor d'una etapa
- 1952. 30è de la classificació general
- 1953. 26è de la classificació general
- 1954. 44è de la classificació general

### Resultats al Tour de França
- 1948. 34è de la classificació general
- 1949. 17è de la classificació general
- 1950. Abandona (12a etapa)
- 1951. 15è de la classificació general i vencedor de 2 etapes.  Porta el mallot groc 1 dia